# Magdalena Piekorz
Magdalena Piekorz (ur. 2 października 1974 w Sosnowcu) – polska reżyserka i scenarzystka filmowa i teatralna, doktor sztuki filmowej.

## Życiorys
Ukończyła reżyserię na Wydziale Radia i Telewizji Uniwersytetu Śląskiego. Zajmowała się głównie realizacją filmów dokumentalnych, nagradzanych później na różnych festiwalach. Przygotowała też 25-odcinkową telenowelę dokumentalną Chicago. W 2004 powstał jej debiut fabularny – Pręgi – oparty na prozie Wojciecha Kuczoka. Film ten zdobył główną nagrodę Złotych Lwów na 29. Festiwal Polskich Filmów Fabularnych w Gdyni, był też polskim kandydatem do Oscara w 2005.
Od września 2018 roku do 2021 była dyrektorem artystycznym Teatru im. Adama Mickiewicza w Częstochowie.
Laureatka pierwszej edycji Ogólnopolskiego Plebiscytu Musicalowych Premier Sezonu w kategorii reżyseria za musical Tootsie w Teatrze Rozrywki w Chorzowie.

## Filmografia
- filmy dokumentalne
  - Dziewczyny z Szymanowa (1997)
  - Franciszkański spontan (1998)
  - Przybysze (1999)
  - Labirynt (2001)
  - Znaleźć, zobaczyć, pochować (2001)
  - Chicago (2002, serial dokumentalny)
- filmy fabularne
  - Pręgi (2004)
  - Senność (2008)
  - Zbliżenia (2014)

## Reżyseria teatralna
- Spektakle Teatru Telewizji
  - Techniki negocjacyjne (2006)
- Spektakle teatralne
  - Doktor Haust (2004, Teatr Studio w Warszawie)
  - Łucja szalona (2007, Teatr im. Juliusza Słowackiego w Krakowie)
  - Królewna Śnieżka i siedmiu krasnoludków (2007, Teatr Rozrywki w Chorzowie)[3]
  - Oliver! (2009, Teatr Rozrywki w Chorzowie)[4]
  - Hotel Nowy Świat (2010, Teatr Polski w Bielsku-Białej)
  - Wizyta starszej pani (2010, Teatr Śląski w Katowicach)
  - Czyż nie dobija się koni?, (2019, wg Horace’a McCoya, Teatr im. Adama Mickiewicza w Częstochowie[5])
  - Tootise (2023, Teatr Rozrywki w Chorzowie)[6]